# Yatsunori Shimaya
Yatsunori Shimaya (japanisch 島屋 八徳 Shimaya Yatsunori; * 20. Januar 1989 in Kitakyushu) ist ein japanischer Fußballspieler.

## Karriere
Shimaya erlernte das Fußballspielen in der Schulmannschaft der Orio Aishin High School und der Universitätsmannschaft der Miyazaki-Sangyo-Keiei-Universität. Seinen ersten Vertrag unterschrieb er 2012 bei Hoyo Oita. Für den Verein absolvierte er 55 Ligaspiele. 2014 wechselte er zu Renofa Yamaguchi FC. Am Ende der Saison 2014 stieg der Verein in die J3 League auf. 2015 wurde er mit dem Verein Meister der J3 League und stieg in die J2 League auf. Für den Verein absolvierte er 100 Ligaspiele. 2017 wechselte er zum Ligakonkurrenten Tokushima Vortis. Für den Verein absolvierte er 56 Ligaspiele. Im August 2018 wechselte er zum Erstligisten Sagan Tosu. Für den Verein absolvierte er zwei Erstligaspiele. Im Juli 2019 wurde er an den Zweitligisten Tokushima Vortis ausgeliehen. Nach Ende der Ausleihe wurde er von Vortis fest verpflichtet. Mit Vortis feierte er 2020 die Zweitligameisterschaft und den Aufstieg in die erste Liga. 2021 ging er wieder in die zweite Liga. Hier schloss er sich seinem ehemaligen Verein Renofa Yamaguchi FC an.

## Erfolge
Tokushima Vortis
- J2 League: 2020  ▲